# Sorbus rhombifolia
Sorbus rhombifolia är en rosväxtart som beskrevs av Cheng Jing Qi och K.W. Liu. Sorbus rhombifolia ingår i släktet oxlar, och familjen rosväxter. Inga underarter finns listade i Catalogue of Life.